# Menceyato de Tegueste

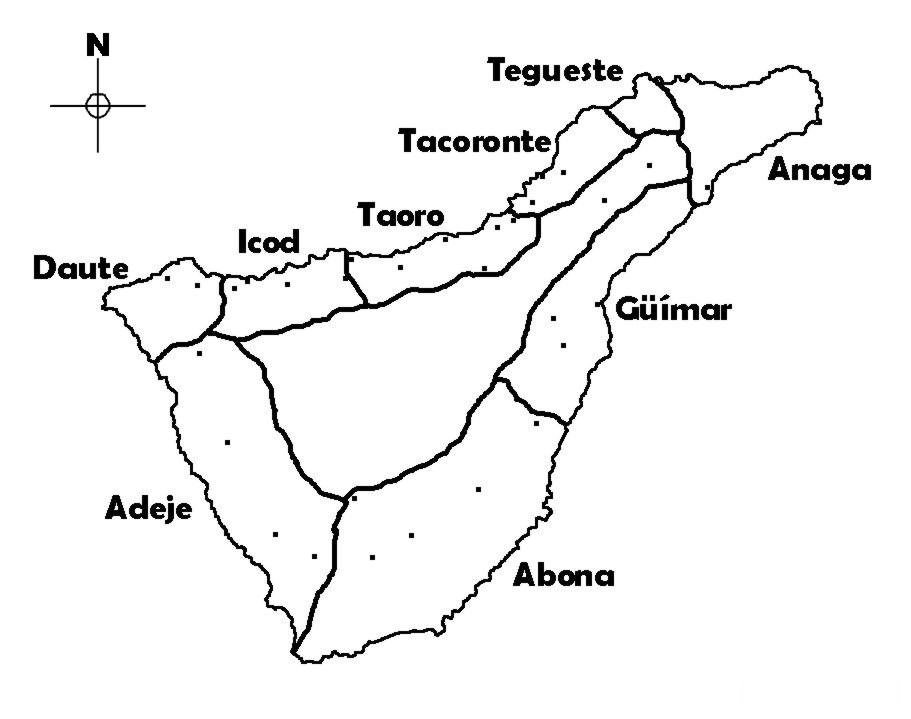
Menceyatos de Tenerife

Menceyato de Tegueste foi um dos nove reinos dos Guanches da a ilha de Tenerife nas Ilhas Canárias no momento da conquista da Coroa de Castela no século XV.
Estava localizado no nordeste da ilha. Ocupou os municípios de Tegueste e parte de San Cristóbal de La Laguna.
Seus conhecidos menceyes (rei guanches) eram Tegueste I, Tegueste II e Teguaco.